# Grafisch ontwerper

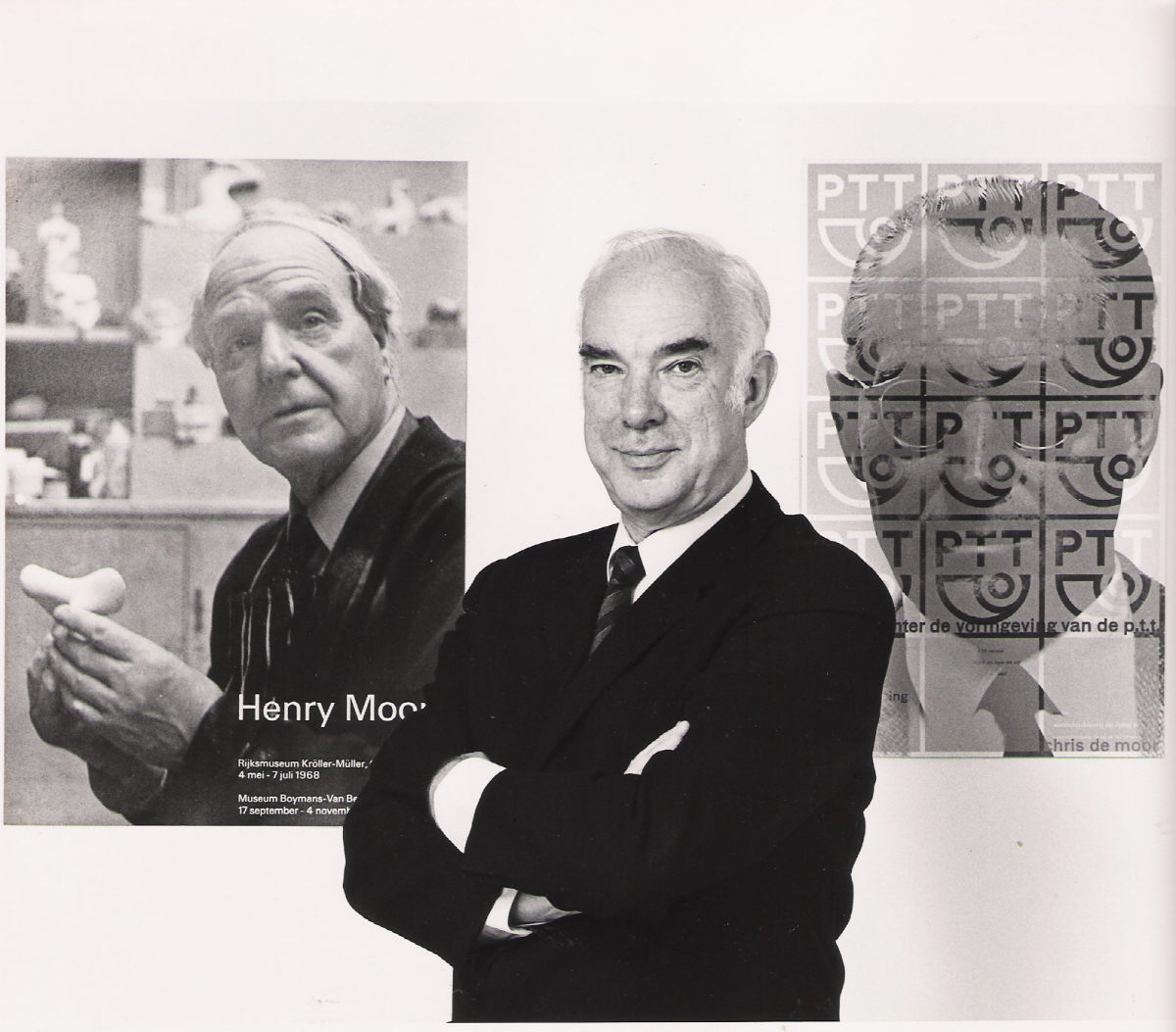
Pieter Brattinga met twee door hem ontworpen affiches

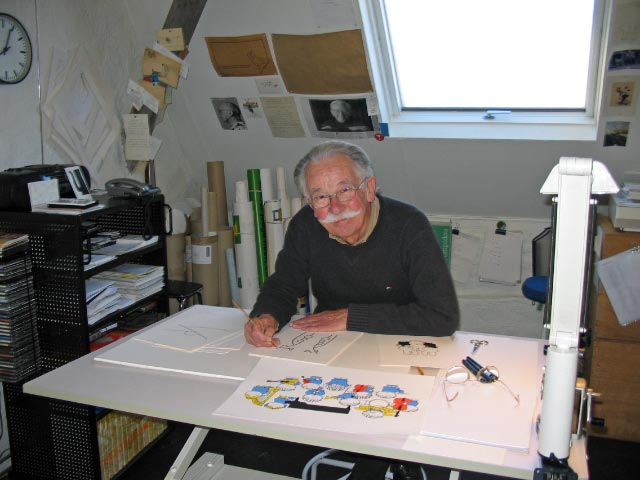
Dick Bruna in zijn atelier (2007)

Een grafisch ontwerper verzorgt het vormgeven en ontwerpen van visuele elementen, dit kan zijn drukwerk zoals brochures, affiches, verpakkingen en boekomslagen, of digitale producten zoals websites.
Er is een verschil tussen een grafisch ontwerper en een grafisch vormgever. Een grafisch vormgever is uitvoerend op het gebied van grafisch ontwerp. Zij werken goed vanuit een brandmanual en volgen de richtlijnen van een doordachte merkidentiteit. De grafisch ontwerper is degene die de volledige brandmanual heeft opgesteld.

## Doel en methode
Binnen het ontwerp bepaalt de grafisch ontwerper de vormgeving van het product, waaronder lay-out (indeling), de typografie (lettersoorten, -groottes, kolombreedte, regelafstand, e.d.), het kleurgebruik en de illustraties en foto's. Op basis van de wensen van de klant maakt de artdirector of grafisch ontwerper een conceptontwerp, dat gepresenteerd wordt aan de opdrachtgever. Vervolgens wordt het concept door de grafisch ontwerper met behulp van professionele grafische software uitgewerkt tot eindproduct. Dit doet de grafisch ontwerper zelfstandig of met hulp van een DTP'er, illustrator of fotograaf.
Bij de uitwerking van een opdracht moet de ontwerper onder andere rekening houden met de doelgroep, de door de opdrachtgever gestelde eisen, de financiële mogelijkheden en de technische verwerking van het ontwerp. Een ontwerper kan daarnaast trachten bestaande inhoudelijke functionaliteiten te versterken (bijvoorbeeld de optimale leesbaarheid door juiste toepassing van typografie) en extra functionaliteit toe te voegen door middel van de vorm (bijvoorbeeld het gebruik van kleur als blikvanger voor de belangrijkste informatie). Hij/zij geeft daarbij tevens adviezen aan de opdrachtgever om tot een optimaal eindproduct te komen, en bewaakt ook de meerdere toepassingen en de technische verwerking (bijvoorbeeld reproductie, interface-opbouw) van het ontwerp, opdat het vormconcept in stand blijft.

## Bekende grafisch ontwerpers

### Nederland
Voor een volledige lijst, zie Categorie:Nederlands grafisch ontwerper
- Gerd Arntz (1900 - 1988)
- Anthon Beeke (1940-2018)
- Irma Boom (1960)
- Ben Bos (1930-2017)
- Pieter Brattinga (1931-2004)
- Dick Bruna (1927-2017)
- Wim Crouwel (1928-2019)
- Theo van Doesburg (1883-1931)
- Jaap Drupsteen (1942)
- Dick Elffers (1910-1990)
- Gerard Hadders (1954)
- Dick Hoogendoorn (1941)
- Jan Lavies (1902-2005)
- Monica Maas (1953)
- Kees Nieuwenhuijzen (1933-2017)
- Ootje Oxenaar (1929-2017)
- Erna van Osselen (1903-1989)
- Gerrit Rietveld (1888-1964)
- Willem Sandberg (1897-1984)
- Piet Schreuders (1951)
- Ko Sliggers (1952)
- Karel Suyling (1926)
- Otto Treumann (1919-2001)
- Kees Uittenhout (1951)
- Gerard Unger (1942-2018)
- Machiel Wilmink (1894-1963)
- Hendrik Wijdeveld (1885-1987)

### België
Voor een volledige lijst, zie Categorie:Belgisch grafisch ontwerper
- Jan en Randoald
- Johnny Bekaert
- Alain Billiet
- François Bulens
- Sara De Bondt
- Piet De Koninck
- Leen Depooter
- Herman Erkelbout
- Rik Rappoort
- Veronique Steeno
- Victor Stuyvaert
- Raymond Van Doren

### Wereldwijd
- Reza Abedini (1967)
- Saul Bass
- Pierre Bernard (1942)
- Donald Brun (1909-1999)
- Margaret Calvert (1936)
- William Caslon
- A.M. Cassandre (1901-1968)
- Jacques Nathan Garamond (1910-2001)
- Jan Tschichold (1902-1974)